# Datura (Album)
Datura (englisch für Stechäpfel) ist das vierte Studioalbum der englischen Rockband Boston Manor. Es erschien am 14. Oktober 2022 über SharpTone Records.

## Entstehung
Die Band begann bereits nach der Veröffentlichung der EP Desperate Times, Desperate Pleasures mit der Arbeit an einem neuen Studioalbum. Einige Lieder von Datura wurden sogar gleichzeitig mit denen der EP geschrieben. Insgesamt dauerten die Arbeiten über anderthalb Jahre. Sänger Henry Cox erklärte in einem Interview, dass das Datura der erste Teil eines „größeren Projekts“ wäre. Die für Datura verwendeten Lieder hatten laut Sänger Henry Cox eine dunkle Stimmung, die sich nach einer Nacht anfühlten. Die Band hätte soviele Lieder wie nur möglich aufgenommen. Aufgenommen wurde das Album im Stustustudio im Londoner Stadtteil Brixton. Produziert wurde Datura von Larry Hibbitt, dem Gitarristen der Band Hundred Reasons. Für die Lieder Passenger, Foxglove, Inertia und Crocus wurden Musikvideos veröffentlicht.
Das Album enthält sieben Titel inklusive des Interludiums Shelter from the Rain mit einer Spielzeit von unter einer halben Stunde. Gitarrist Mike Cunniff begründete dies damit, dass die Band zielgerichtet vorgehen wollte und die EP Desperate Times, Desperate Pleasures ein guter Schritt gewesen wäre. Durch Spotify würde das Albumkonzept immer mehr an Bedeutung verlieren. Mit mehreren kleineren Veröffentlichungen könne eine Band eher im Gespräch bleiben als mit einem Albumzyklus von zwei oder drei Jahren. Der zweite Teil soll im Jahre 2023 erschienen und laut Sänger Henry Cox ziemlich anders als der erste Teil klingen.
Das britische Magazin Kerrang! legte seiner Herbstausgabe 2022 eine auf 500 Exemplare limitierte Flexidisc der Single Inertia bei.

## Hintergrund
Laut Sänger Henry Cox geht in dem Album um eine Person, die darum kämpft, die Kontrolle über sein Leben zu erhalten, um sich wieder hochzuziehen. Auch wenn Cox über seine eigenen Probleme schrieb – Cox kämpfte während der Pandemie mit Alkoholproblemen – hofft er, dass die Hörer Trost in den Liedern finden. Datura wäre laut Cox ein Konzeptalbum über Verlust und Sucht und würde sich über eine Nacht erstrecken. Die Handlung spielt in Blackpool, welches die Heimatstadt der Band ist. Die Band wählte den Namen Datura, weil es sich um eine Pflanze handelt, die nur in der Nacht blüht. Dies würde zur Handlung des Albums passen, welche in der Nacht stattfindet.
Das erste Lied Datura (Dusk) findet in der Dämmerung statt, während das letzte Lied Inertia im Morgengrauen stattfindet. Foxglove handelt davon, dass jemand den Zugriff auf Dinge in seinem Leben verliert und das Gefühl bekommt, dass „der Zug entgleist“. Das Interludium Shelter from the Rain wurde mitten in der Nacht vom Sänger Henry Cox in den Straßen von Blackpool aufgenommen. Die zu hörenden passierenden Fußgänger und Autos stellen den Tiefpunkt des Albums dar. Das abschließende Lied Inertia ist ein Liebeslied, welches Henry Cox seiner Frau widmet. Während das Album die Dunkelheit in seinem Leben beschreibt, wäre Inertia sein Ausstieg, der ohne seine Frau nicht möglich wäre.

## Rezeption

### Rezensionen
Laut Alexander Burgess vom Onlinemagazin Hysteria Mag haben Boston Manor mit Datura einen „kreativen Höhepunkt erreicht“. Es wäre ein „vielfältiges und anspruchsvolles Album, dass sowohl emotional aufrüttelnd und klanglich interessant“ ist. Burgess bewertete Datura mit acht von zehn Punkten. Laut Jonathan Schütz vom deutschen Magazin Visions wäre das Album „ungewohnt kurz, die Songs hingegen gewohnt stark ausgefallen“. Er hob das „fantastische“ Lied Passenger hervor, „einem der besten Alternative-Rock-Songs des Jahres“. Schütz bewertete das Album mit acht von zwölf Punkten. Mauritz Hagemann vom deutschen Onlinemagazin Morecore schrieb, dass Boston Manor „ihren Stil nicht nur gefunden, sondern weiterentwickelt und nahezu perfektioniert haben“. Außerdem lobte er Sänger Henry Cox für seine „pointierten und nicht übermäßig komplizierten, aber gleichwohl einzigartigen Songtexte“. Dass das Album nur sieben Titel enthält, bezeichnete Hagemann als „kleinen Wermutstropfen“.

### Bestenlisten
| Publikation | Liste                           | Werk   | Platz    |
| ----------- | ------------------------------- | ------ | -------- |
| Kerrang     | The 50 best albums of 2022      | Datura | 15       |
| Rock Sound  | The Rock Sound Albums of 2022   | Datura | J [ 14 ] |
| Upset       | Upset's Albums of the Year 2022 | Datura | 16       |